# Bernardine Baccinelli
Bernardine Baccinelli, Ordensname Bernardine of St. Teresa OCD, weltlicher Name Joseph Baccinelli (* 15. März 1807 in Rom, Italien; † 5. September 1868 in Kochi, Stadtteil Varappuzha (Verapoly), Kerala, Indien) war ein italienischer Geistlicher, katholischer Titularerzbischof und Apostolischer Vikar in Indien.

## Leben und Wirken

### Karmelit und Titularbischof in Quilon
Joseph Baccinelli stammte aus Rom und trat dort in den Orden der Unbeschuhten Karmeliten ein. Hier legte er am 8. Dezember 1824 seine Profess ab und erhielt den Namen Bernhard von der Hl. Teresa. 1833 ging Baccinelli in die Indienmission und wurde 1845 erster Apostolischer Pro-Vikar von Quilon, im heutigen Kerala.
Quilon ist das älteste lateinische Bistum Indiens, kanonisch errichtet im Jahre 1329, dann jedoch aufgehoben und 1557 zum Bistum Cochin, später zum Apostolischen Vikariat Malabar geschlagen. Am 12. Mai 1845 wurde Quilon als Apostolisches Pro-Vikariat davon abgetrennt, am 15. März 1853 zum eigenständigen Apostolischen Vikariat erhoben und am 1. September 1886 wieder als Bistum errichtet.
Am 23. Mai 1847 erhielt Baccinelli die Bischofsweihe und die Ernennung zum Titularbischof von Heraclea.
1853 wurde Quilon ein selbstständiges Apostolisches Vikariat und Bernhardine Baccinelli stieg vom Pro-Vikar zum Apostolischen Vikar auf. Bischof Baccinelli wird als ein „erfahrener, unermüdlicher und enthusiastischer“ Missionar beschrieben und versah seine erste Stelle als Oberhirte sehr erfolgreich.

### Erzbischof und Apostolischer Vikar in Verapoly
1854 avancierte er zum Apostolischen Vikar des übergeordneten Verapoly und am 20. Juni 1859 zum Titularerzbischof von Farsaglia. Sein Ordensbruder Charles Hyacinth Valerga (1818–1864) folgte ihm 1854 als Apostolischer Vikar von Quilon nach.
Als Oberhirte von Verapoly unterstand Baccinelli damals der komplette Südwesten Indiens, einschließlich der Jurisdiktion über die katholischen Thomaschristen des chaldäischen Ritus, welche zu eigenen Pfarreien zusammengeschlossen waren und von einem speziellen Beauftragten im Range eines Generalvikars betreut wurden. Heute ist dies die Syro-malabarische Kirche, mit eigenständiger Hierarchie.

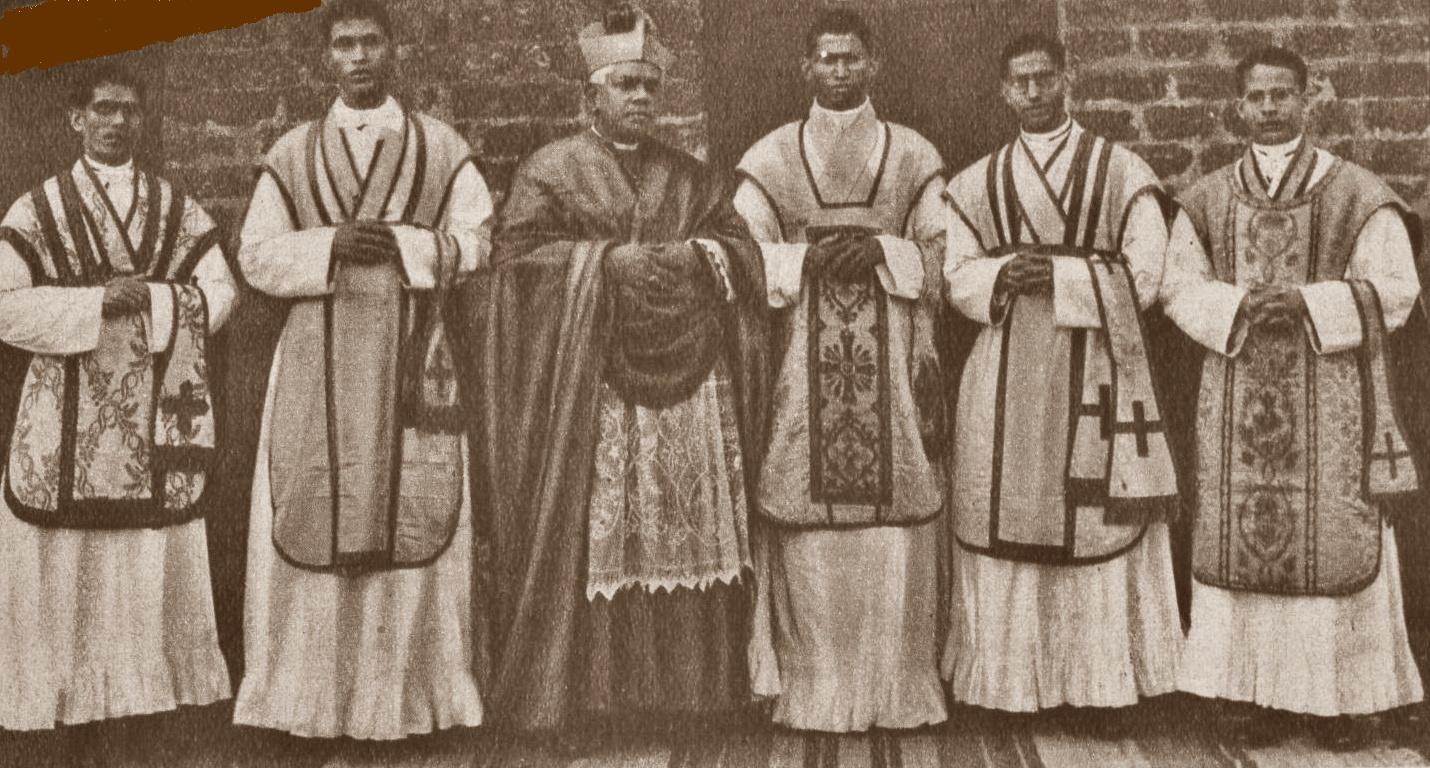
Der syro-malabarische Bischof Alexander Chulaparambil von Kottayam, um 1925, mit Neupriestern seiner Diözese, in römischen Messkaseln, die dort von Erzbischof Bernardine Baccinelli eingeführt wurden.

Angespornt durch seinen Eifer in der Organisation des kirchlichen Lebens und infolge eines übertriebenen Verlangens nach Vereinheitlichung im liturgischen Bereich, begann Bischof Baccinelli, die unter seiner Jurisdiktion stehenden Thomaschristen dem lateinischen Ritus anzugleichen. Er führte beispielsweise römische Messkaseln und andere unbekannte Gebräuche wie den westlichen Farbkanon der Paramente bei ihnen ein. Seine Maßnahmen führten zu Unzufriedenheit unter den katholischen Thomaschristen. Diese Situation verschärfte sich 1861 durch das Erscheinen eines Bischofs namens Thomas Rocos, den der mit Rom unierte chaldäische Patriarch von Babylon, Joseph Audo nach Indien entsandt hatte, um die Thomaschristen zu visitieren. Dies geschah jedoch ohne Absprache mit Rom und Rocos trat überdies in Indien mit dem Anspruch auf, vom Patriarchen im Auftrag Papst Pius IX. gesandt zu sein, um die katholischen Thomaschristen zu regieren. Es begann ein Schisma, die meisten Thomaschristen sagten sich von der Herrschaft Bischof Baccinellis los und unterstellten sich dem chaldäischen Bischof Rocos. Von 154 Gemeinden wechselten 86 vollständig auf seine Seite über, 30 teilweise. Lediglich 38 Gemeinden blieben der lateinischen Hierarchie treu.
Unter den Thomaschristen genoss der im Rufe der Heiligkeit stehende und 1986 seliggesprochene Karmelit Kuriakose Elias Chavara eine große Autorität. Obwohl auch er die Latinisierung seines Ritus missbilligte, ordnete er sich der Autorität Roms unter und unterstützte den Apostolischen Vikar Bernardine Baccinelli, der ihn daraufhin zu seinem Generalvikar für die syro-malabarischen Gemeinden mit besonderen Vollmachten berief. Ihm ist es zu verdanken, dass das Schisma nicht weiter um sich griff. Er bereiste im päpstlichen und bischöflichen Auftrag jede einzelne Pfarrei und führte sie unter die Jurisdiktion des Vikariats Verapoly zurück. Dann verhandelte er mit Bischof Rocos, das Land zu verlassen und Baccinelli ließ sich überreden, dem Chaldäer – den er inzwischen exkommuniziert hatte – die Heimfahrt zu bezahlen. Daraufhin kehrte jener 1862 nach Mosul zurück, zumal ihn auch Patriarch Joseph Audo auf Anordnung des Papstes zurückbeordert hatte. Sowohl Audo als auch Rocos einigten sich mit dem Vatikan und das drohende Schisma wurde gütlich beigelegt. 1872 erließ Papst Pius IX. über die gesamte Problematik die Enzyklika Quae in patriarchatu, in der unter den Kapiteln 4 und 5 der Fall ausführlich abgehandelt wird, mit namentlicher Benennung der Hauptbeteiligten, Patriarch Joseph Audo, Erzbischof Bernardine Baccinelli und Bischof Thomas Rocos. Viele der von Erzbischof Baccinelli eingeführten Anpassungen wurden erst 1957 unter Papst Pius XII. wieder rückgängig gemacht.
Abgesehen von diesem unglücklichen Abschnitt seines Wirkens, blühte das Apostolische Vikariat Verapoly unter der Leitung Baccinellis auf. 1866 gründete er zusammen mit der einheimischen Nonne Mother Eliswa (1831–1913) den ersten Orden indischer Karmelitinnen, die "Congregation of Teresian Carmelites" (CTC), der bis heute existiert. Der Bischof verfasste selbst die Ordensregel und richtete den ersten Konvent ein. Bernardine Baccinelli förderte auch alle sonstigen Ordensgemeinschaften und initiierte Volksmissionen in den Pfarreien. Der Oberhirte schloss mehrere kleinere Seminarien und gründete vier neue Zentral-Priesterseminare (1 lateinisches und 3 syro-malabarische).
Erzbischof Baccinelli starb 1868 in Kochin, Kerala, nach einmonatigem Krankenlager.